# 艾伦·沃什邦德
艾伦·沃什邦德（英語：Alan Washbond，1899年10月14日—1965年7月30日），美国男子雪车运动员。他曾代表美国参加1936年冬季奥林匹克运动会雪车比赛，联同伊万·布朗获得男子双人金牌。